# Edward Cederlund
Johan Edward Cederlund, född 30 april 1825 i Maria Magdalena församling, Stockholm, död 22 november 1909 i Jakobs församling, Stockholm, var en svensk grosshandlare och fabrikör.
Cederlund var son till punschkungen Johan Cederlund och bror till Fredrik Cederlund. Som ung genomgick han handelsinstitutet i Rostock 1841–1843. Från 1853 var han delägare i vinhandelsfirman J. Cederlunds Söner. Firman hade 1845 hade varit först med introducera den fabrikstillverkade kalla punschen på marknaden, vilken fått världsrykte. Bröderna blev senare även majoritetsägare i Münchenbryggeriet efter bröderna Brusell.
Bröderna blev mycket förmögna. År 1853 köpte Edward Cederlund Stocksundstorps gård där han lät uppföra flera nya hus och rusta upp de befintliga. Han tillhörde kretsen kring kung Karl XV och deltog i sommarens fester på närbelägna Ulriksdals slott. År 1881  förvärvade han Storholmen med kringliggande öar i Stora Värtan där han lät uppföra sin sommarbostad. Inne i stan hade han en våning i Sagerska husen. 
Cederlund gjorde sig känd som en frikostig donator och konstsamlare. Han bekostade bland annat sockelgruppen för färdigställandet av Gustav II Adolfs statyn på Gustav Adolfs torg: Tobias Sergels Axel Oxenstierna och historien, 1906. Året därpå valdes han in som hedersledamot i Konstakademin. Cederlund är begravd på Norra begravningsplatsen utanför Stockholm.